# Динитрид тримарганца
Динитрид тримарганца — неорганическое соединение металла марганца и азота с формулой Mn3N2,
серые кристаллы.

## Получение
- Сжигание марганца в атмосфере чистого азота:

{\displaystyle {\mathsf {3Mn+N_{2}\ {\xrightarrow {1210-1220^{o}C}}\ Mn_{3}N_{2}}}}

## Физические свойства
Динитрид тримарганца образует серые кристаллы
тетрагональной сингонии.
Парамагнетик.